# レトヴィザン (戦艦)
レトヴィザン、レトウィザン、レトヴィザーン（ロシア語:Ретвизанリトヴィザーン）は、ロシア帝国海軍の戦艦。
日露戦争の旅順攻囲戦で沈没。
引揚げ後、修理されて日本海軍の戦艦「肥前」となった。
艦名は旧国名の肥前国に由来する。

## レトヴィザン
本級の計画直前、大日本帝国海軍が相次いで12インチ砲戦艦をイギリスより購入していたことから、戦力的にロシア帝国海軍は対抗策を必要としていた。太平洋艦隊向けに建造した10インチ砲戦艦「ペレスヴェート級」では火力不足との判断から、1898年にロシア海軍初の12インチ砲を持ち、排水量は太平洋艦隊のドックに入れるサイズで抑えられ、戦闘排水量でスエズ運河を通行可能な排水量で設計された前弩級戦艦2隻が外国に発注された。1隻は、フランスのラ・セーヌ造船所に発注された「ツェサレーヴィチ」である。もう1隻が、アメリカのクランプ造船所（William Cramp and Sons）に発注され、「レトヴィザン」と命名された本艦である。
艦名は1790年にロシアが捕獲したスウェーデンの62門艦「Rättvisa」にちなむ。Rättvisaの意味は正義。
本艦は、日露戦争に参加したロシア戦艦中、唯一のアメリカ合衆国建造艦だった。

### 艦形

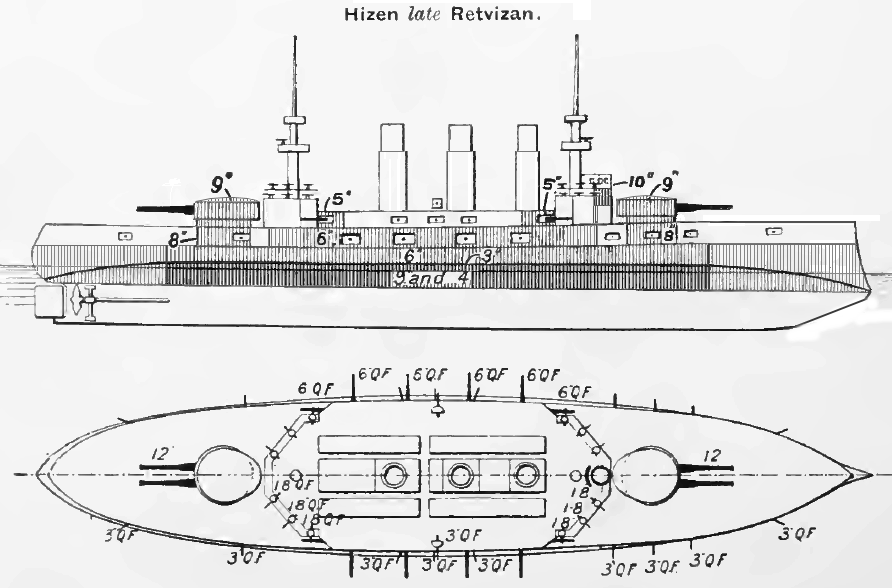
本艦の武装配置と装甲配置を示した図。

本艦は、戦艦アイオワ (USS Iowa, Battleship No. 4) を基礎とし、ロシア式設計を加味した艦型となっている。船体形状は平甲板型船体で太平洋艦隊のドックに入れるサイズで抑えられ、戦闘排水量でスエズ運河を通行可能な排水量で設計された。
水線下に衝角（ラム）を持つ垂直に切り立った艦首から艦首甲板上に円筒形の30.5cm連装主砲塔が1基、その背後に司令塔を組み込んだ艦橋からミリタリーマストが立つ。ミリタリーマストとはマストの上部あるいは中段に軽防御の見張り台を配置し、そこに37mm〜47mmクラスの機関砲（速射砲）を配置した物である。これは、当時は水雷艇による奇襲攻撃を迎撃するために遠くまで見張らせる高所に対水雷艇撃退用の速射砲あるいは機関砲を置いたのが始まりである。形状の違いはあれどこの時代の列強各国の大型艦に多く用いられた様式であった。
本艦のミリタリーマストは内部に階段を内蔵した円筒状となっており、頂部と中部に計2段の見張り台が設けられた。前部ミリタリー・マストの背後には等間隔に並んだ3本煙突が立ち、その周囲は艦載艇置き場となっており、船体中央部に片舷1基ずつ設けられたグース・ネック（鴨の首）型クレーン計2基により運用された。副砲の15cm速射砲は上部構造物の四隅に1基ずつと舷側中央部に4基ずつで片舷6基で計12基が配置された。船体後部には後部ミリタリー・マストが立ち、その後ろの後部甲板上に30.5cm連装主砲塔が後向きに1基配置された。水雷艇迎撃用の7.5cm速射砲は艦首に側面に1基ずつ、船体中央部に4基ずつ、艦尾側に2基ずつと煙突の側面に2基ずつと後部艦橋の側面に1基ずつの片舷10基で計20基を配置した。この配置により艦首尾線方向に最大30.5cm砲2門・15.2cm砲2門・7.5cm砲4門が指向でき、左右方向には最大30.5cm砲4門・15.2cm砲6門・7.5cm砲10門が指向でき強力な火力を誇っていた。

### 武装

#### 主砲

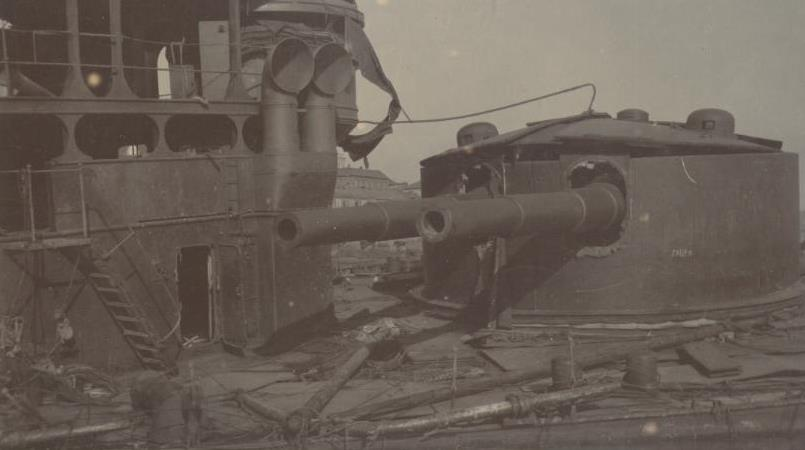
旅順開城直後の前部主砲塔。破壊された形跡がある。

主砲は前級に引き続き「Pattern 1895 30.5cm（40口径）砲」を採用した。その性能は331.7kgの砲弾を、仰角15度で14,640mまで到達させ、射程5,490mで201mmの舷側装甲を貫通できた。この砲をロシア国産の新設計の連装砲塔に収め、砲弾は1基ごとに140発を弾薬庫に収めた。砲塔の俯仰能力は仰角15度・俯角5度である。旋回角度は単体首尾線方向を0度として左右135度の旋回角度を持つ、主砲身の俯仰・砲塔の旋回・砲弾の揚弾・装填は主に電力で行われ、補助に人力を必要とした。発射速度は毎分1発の設計であったが平時は3分に2発の発射が可能であった。

#### その他の備砲・水雷兵装

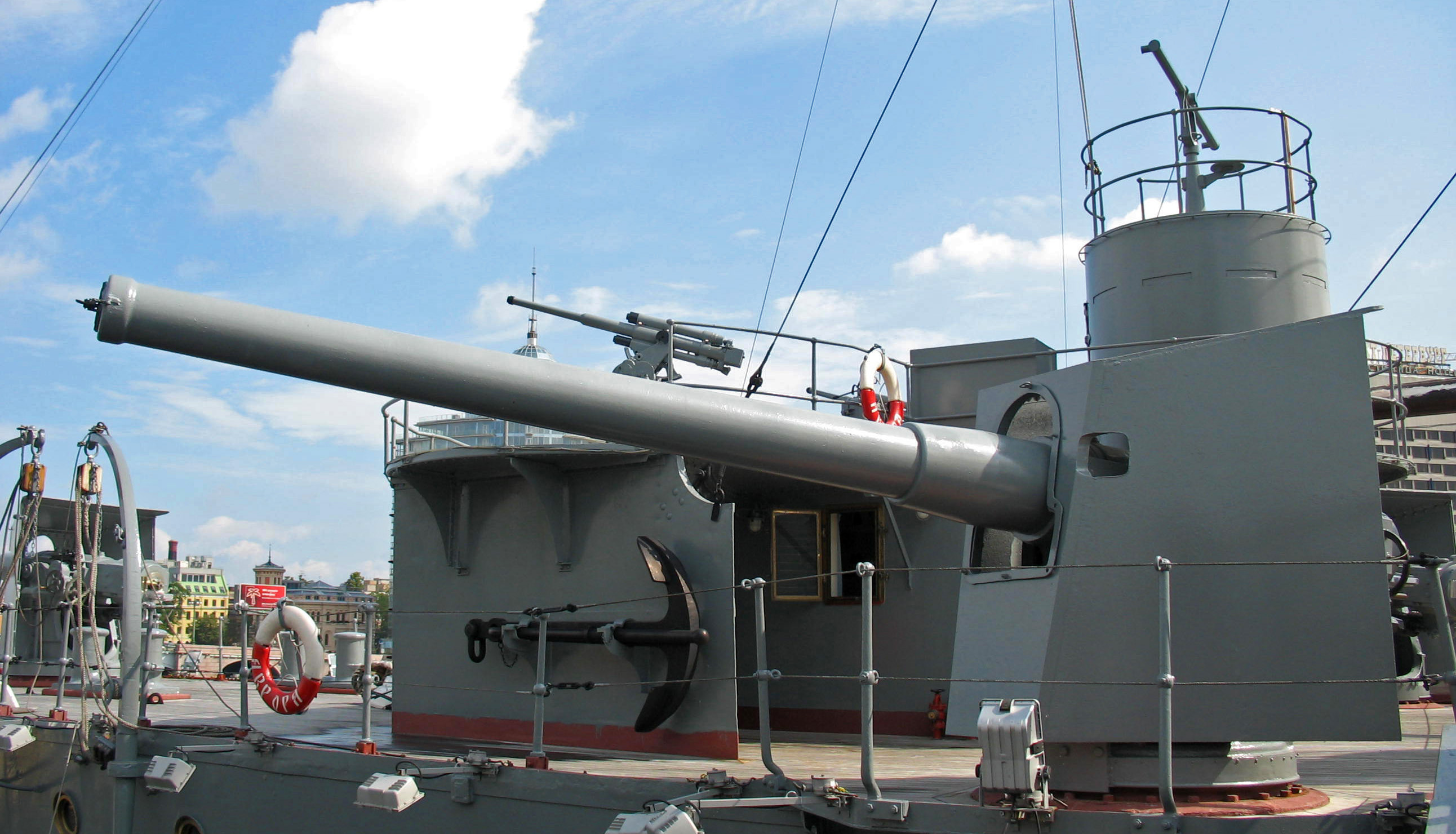
本艦の副砲と同型の「アヴローラ」の15.2cm速射砲。

副砲には「Pattern 1892 15.2cm（45口径）速射砲」を採用した。その性能は41.4kgの砲弾を、仰角20度で11,520mまで届かせられ、射程5,490mで43mmの装甲を貫通できた。この砲の俯仰能力は仰角15度・俯角5度である。旋回角度は135度の旋回角度を持つ、主砲身の俯仰・砲塔の旋回・砲弾の揚弾・装填は主に人力を必要とした。発射速度は毎分3発の設計であった。第一次世界大戦当時の発射速度は、1分間で1発程度だったという。

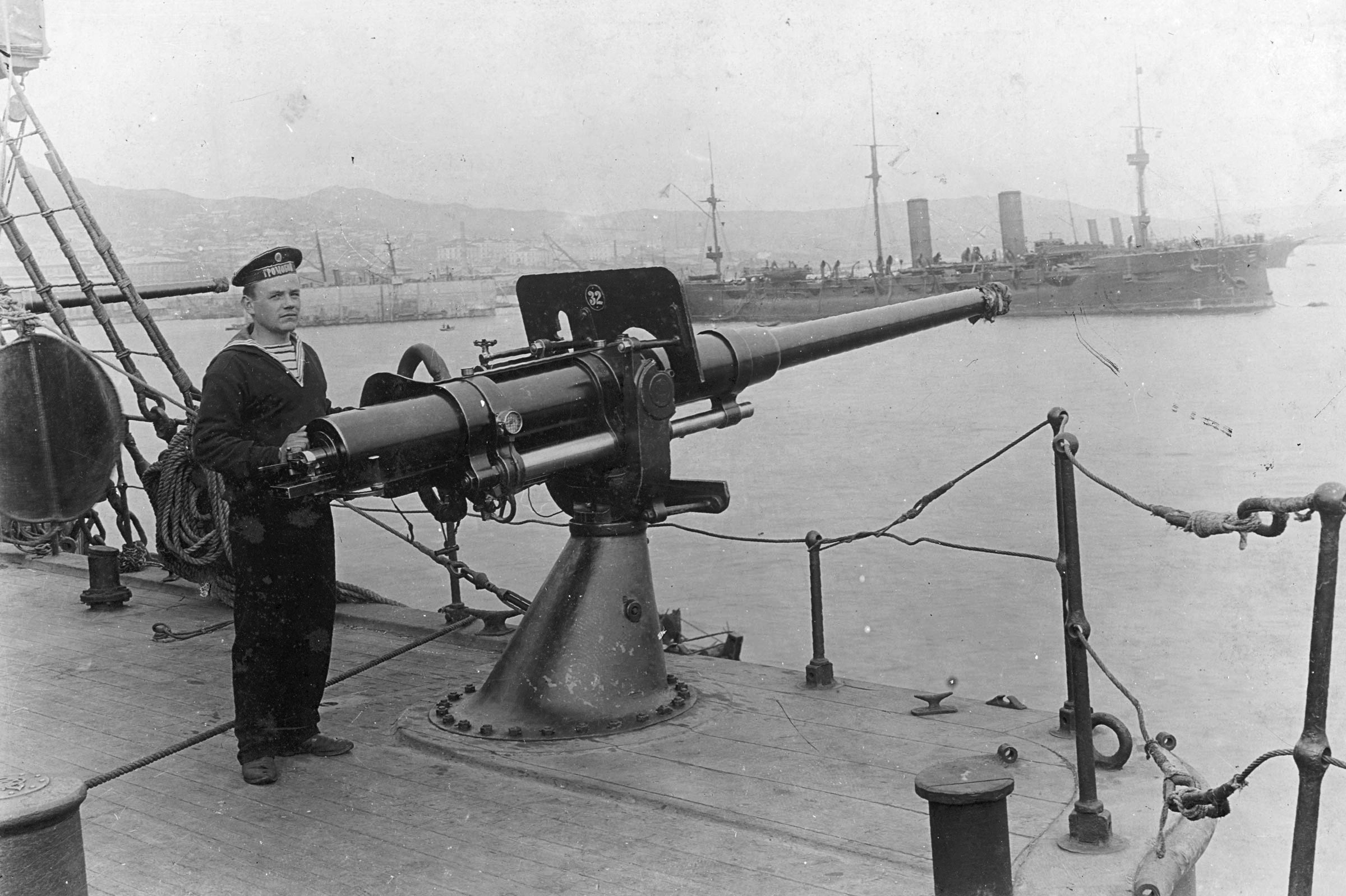
本艦にも装備された「Pattern 1892 7.5cm（50口径）速射砲」。写真は巡洋艦「グロムボイ」のもの。

他に対水雷艇迎撃用にフランスのカネー社の7.5cm砲をライセンス生産した「Pattern 1892 7.5cm（50口径）速射砲」を採用した。その性能は4.9kgの砲弾を、仰角20度で7,869mまで届かせられた。この砲を単装砲架で船体舷側ケースメイト（砲郭）部に艦首4基・艦尾3基と、上部構造物の15cm速射砲の間に3基の片舷10基ずつ計20基を配置した。俯仰能力は仰角20度、俯角15度である。砲身の俯仰・砲塔の旋回・砲弾の揚弾・装填は主に人力を必要とした。発射速度は毎分12発であった。
他に近接戦闘用にフランスのカネー社からライセンス生産したオチキス社の4.7cm砲をライセンス生産した「Pattern 1873 4.7cm（43.5口径）速射砲」を採用した。その性能は1.5kgの砲弾を仰角10度で4,575mまで届かせられた。この砲を単装砲架でミリタリー・マスト1本あたり4基で前後で8基を、艦上構造物の前後に8基ずつの計24基を配置した。俯仰能力は仰角25度・俯角23度である。砲身の俯仰・砲塔の旋回・砲弾の揚弾・装填は主に人力を必要とした。発射速度は毎分50発であった。その他にマキシム 7.62mm機関銃を船橋に2丁搭載された。
対艦攻撃用に38.1cm水上魚雷発射管を単装で、艦首と艦尾に1門ずつと舷側部に片舷1基ずつで計4基。38.1cm水中魚雷発射管を単装で、主砲塔側面舷側部に片舷1基ずつで計2基装備した。予備魚雷は17本が艦内に搭載された。

## 艦歴

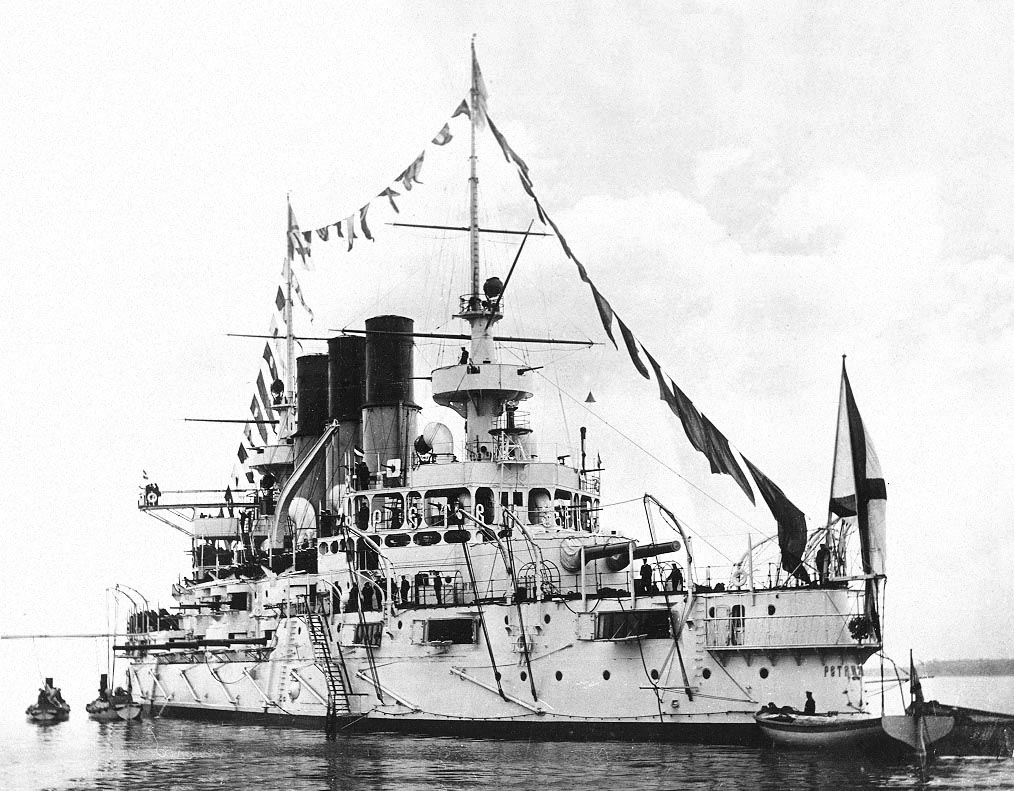

### 「レトヴィザン」時代
アメリカ合衆国フィラデルフィアのウィリアム・クランプ・アンド・サンズ社で建造。1898年4月14日/4月26日発注。同年12月ごろ建造開始。1899年7月17日/7月29日起工。1900年10月10日/10月23日進水。1902年3月10日/3月23日にロシア海軍に引き渡された。1902年3月12日/3月25日竣工とも。
1902年4月30日/5月13日にアメリカを離れる。シェルブールを経由してクロンシュタットへ向かう途中の6月1日/6月14日、ボイラーの管が破裂する事故が発生。6名がやけどを負い、うち2名は致命傷であった。ロシア到着後、「レトヴィザン」には無線装置が取り付けられた。7月24から26日/8月6から8日、レバルで艦観式に参加。
10月31日/11月13日に戦艦「ポベーダ」、巡洋艦「パルラーダ」、「ジアーナ」、「ボガトィーリ」とともにLibavaより極東へ向けて出発。1903年4月21日/5月4日に「レトヴィザン」は「パルラーダ」ともに旅順に到着した（または4月22日/5月5日朝に旅順近くに碇泊）。

### 日露戦争
1904年1月26日から27日/2月8日から9日の夜、日本の第一駆逐隊（白雲、朝潮、霞、暁）、第二駆逐隊（雷、電、朧）、第三駆逐隊（薄雲、東雲、漣）が旅順港外に停泊中のロシア艦隊を襲撃した。この攻撃で「レトヴィザン」は左舷に魚雷1本を受けて左舷の水雷貯蔵庫に大破孔が生じ、乗員5名が死亡。艦は11度傾斜したが、右舷側の弾薬庫に注水したことで傾斜は5度まで減少した。この時の襲撃ではほかに戦艦「ツェサレーヴィチ」と巡洋艦「パルラーダ」が被雷している。その後内港へ入ろうとした「レトヴィザン」は入り口で座礁し、2200トンの浸水が生じた。
2月11日/2月24日、日本軍が第一回旅順口閉塞作戦を実行。この時、座礁したままであった「レトヴィザン」では終夜警戒態勢にあり、さらに哨戒の艦艇も配されていた。日本側はまず前衛の第五駆逐隊（陽炎、叢雲、不知火、夕霧）が港口に接近し、「レトヴィザン」などを発見して雷撃を行い、「レトヴィザン」も日本の駆逐艦を砲撃した。続いて閉塞船が突入。「レトヴィザン」は港口に向かって来た「報国丸」と「仁川丸」を攻撃し、各種砲弾935発を発射したという。
「レトヴィザン」は2月24日/3月8日に離礁し、内港へ入れられた。
3月9日/3月22日、日本の戦艦「富士」、「八島」が老鉄山越しに旅順港内を砲撃する間接射撃を行い、それに対して「レトヴィザン」と戦艦「パベーダ」、「ペレスヴェート」が応射した。ロシア側によれば、「レトヴィザン」の一弾は「富士」の艦首から4mのところに着弾したという。
5月21日/6月3日、「レトヴィザン」の修理は完了した。
6月10日/6月23日、「レトヴィザン」を含むロシア艦隊は出港したが、日本艦隊と遭遇すると引き返した。この際、戦艦「セヴァストーポリ」が触雷している。
5月上旬に地上の防衛強化のため艦隊から砲の一部を陸揚げすることが決まり、6月中旬にかけて実行された。「レトヴィザン」からは6インチ砲7門、75mm砲14門などが陸揚げされた。
7月14日/7月27日、「レトヴィザン」は巡洋艦「パルラーダ」、「バヤーン」、「アスコリド」とともに大河湾で日本軍陣地を砲撃した。この砲撃で日本軍は死傷者1500名を出した。日本側の装甲巡洋艦「日進」、「春日」からの砲撃を受けるとロシア側は退却したが、その際「レトヴィザン」は12インチ砲で応戦し「日進」が無電室に被弾している。
7月下旬/8月上旬、日本軍は旅順港内を砲撃可能な砲台を設置して砲撃を開始する。7月27日/8月9日、「レトヴィザン」に4.7インチ砲弾7発が命中。1名が死亡し、艦長シチェンスノーヴィチ大佐が軽傷を負った。艦首への被弾では400トンの浸水が生じて艦は若干傾斜し、それを直すために注水が行われた。翌日の出航時、艦内には水が残ったままであったところに加えて石炭を満載したことで吃水が約26m下がり速力は1ノット以上低下していた。
7月28日/8月10日、黄海海戦に本隊の2番艦として参加する。海鮮時、「レトヴィザン」は黄海海戦時点で6インチ砲2門、75mm砲2門、47mm砲2門、37mm砲6門を欠いていた。ツェザレウィッチが離脱した際には援護のため日本側へ突進し大きな損害を受けた。
9月18日/10月1日、港内で11インチ砲弾1発を受ける。11月22日/12月5日に203高地の左右の頂上が日本軍に占領されると、そこに観測所を設置した日本軍の砲撃で港内のロシア艦艇は撃沈されていく。11月22日/12月6日、「レトヴィザン」に11インチ砲弾8発が命中。翌日さらに11インチ砲弾14発と6インチ砲弾6発が命中し、左舷に傾いて沈没した。浅い場所であったため、舷の半分まで水没した状態であった。

### 「肥前」時代
1905年（明治38年）1月1日、旅順要塞の降伏にともない、日本海軍に鹵獲された。
5月25日、日本海軍は本艦の浮揚作業を開始する。
9月22日、浮揚成功。9月24日、日本海軍に編入され「肥前」と命名される。佐世保鎮守府籍。なお、明治天皇に奏聞した候補艦名に「土佐」があった。
10月25日、捕獲艦2隻（肥前《旧レトヴィザン》、周防《旧ポピエダ》）は一等戦艦に類別された。
11月19日、3隻（肥前、鎮遠、子日）は旅順港を出発する。11月27日、佐世保に到着し、肥前は修理に着手した。
12月12日、日本海軍は艦艇類別等級表を改定した。戦艦の等級廃止にともない、日本海軍保有の9隻（富士、敷島、朝日、三笠、石見、相模、丹後、肥前、周防）が『戦艦』に類別される。本艦は戦艦「肥前」となった。
1908年（明治41年）11月、佐世保工廠における修理が完了した。

なお、レトヴィザンが日本陸軍の28cm榴弾砲の曲射砲撃を受け、旅順港内に着底した際に受けた破口は応急処置により埋められたものの、内地に回航してから船体の本格修理を行う際に数々の改良が加えられた。捕獲ロシア戦艦（石見、肥前、丹後、周防、相模、壱岐、見島）の中で、アメリカ製造の本艦は性能もよく、機関部の電化等技術的にも参考になる点が多かったという。ただし肥前修理中の1906年（明治39年）12月、イギリス海軍のドレッドノート（弩級戦艦）が竣工したため、本艦は二線級戦力となっている。
外観上の特徴としては前後のミリタリー・マストを簡素な単脚式のマストへと改造し、吸排気2重構造の3本煙突をイギリス式の簡素な物へと3本とも交換されるなど軽量化された。主砲は、砲架のみロシア時代のものを使用し、砲身は安式（アームストロング）12インチ砲に換装されたという。副砲はロシア艦時代のままとして、艦上構造物の簡素化に伴い兵装の多くをイギリス式に換装された。7.5cm速射砲は「アームストロング 7.6cm（40口径）砲」14基、4.7cm機砲は山内式4.7cm速射砲4基へと更新され、搭載数の減少に伴って開口部は閉鎖された。魚雷兵装も38.1cm水上魚雷発射管は全撤去され、水中魚雷発射管は38.1cmから45.7cmへと大口径化されて単装2門を装備した。

### 第一次世界大戦
第一次世界大戦では1914年（大正3年）10月8日に横須賀を出撃した。森山慶三郎中将指揮下の練習艦隊（出雲、浅間）がドイツ東洋艦隊との交戦を避けるためカナダのバンクーバーに退避しており、肥前は練習艦隊への合同を命じられていた。なお、当時の肥前（艦長川浪安勝大佐）には、福留繁（後日、連合艦隊参謀長）が海軍少尉として勤務していた。
肥前は10月中旬にハワイ到着、ここでドイツ砲艦ガイエルと遭遇した。約三週間ガイエルを監視し、同艦の武装解除を見届けた。つづいてアメリカ西海岸に進出し、森山艦隊と合流した。メキシコ西岸などで活動した。ガラパゴス島から日本に帰還途中で主ボイラーが破裂する。1915年（大正4年）2月14日、肥前は横須賀に帰投した。福留少尉は間もなく戦艦鹿島乗組を命ぜられ、肥前を退艦した。

### ロシア内戦
大正3年7月28日〜大正9年10月15日の間はシベリア出兵の護衛と沿海州の警備に当たった。
1920年4月4日夜から5日にかけ、機関銃の銃声をきっかけとして日本軍はシベリア鉄道沿線のパルチザンを武装解除。その際、「肥前」はウラジオストク港内でロシア艦船を武装解除した。
1921年（大正10年）9月1日、日露戦争時の主力艦艇は海防艦に類別され、肥前も一等海防艦となる。

### 廃艦
1923年（大正12年）9月20日、ワシントン軍縮条約によって廃艦が決定され、除籍。艦艇類別等級表からも削除。各艦（肥前、石見、土佐、安芸、薩摩）は標的艦として処分されることになった。
1924年（大正13年）7月17日、肥前は特務艦摂津に曳航され、佐伯湾に到着した。
7月25日、佐伯湾に日本海軍の主力艦艇（長門、陸奥、山城、金剛、比叡、五十鈴、多摩、夕張、天龍、由良、名取、長良、川内、北上等）が集結した。
肥前は豊後水道で連合艦隊（長門、陸奥、金剛、比叡、第一駆逐艦《神風》、野風、波風、沼風）による射撃訓練の標的艦として沈められた。

## 艦長
※『日本海軍史』第9巻・第10巻の「将官履歴」及び『官報』に基づく。
日本海軍
- 釜屋忠道 大佐：1908年7月31日 - 12月10日
- 築山清智 大佐：1908年12月10日 - 1909年2月14日
- 久保田彦七 大佐：1909年2月14日 - 5月22日
- 石田一郎 大佐：1909年5月22日 - 1910年4月9日
- 久保田彦七 大佐：1910年4月9日 - 12月1日
- 依田光二 大佐：1910年12月1日 - 1911年12月1日
- （兼）田所広海 大佐：1911年12月1日 - 1912年4月1日
- 川浪安勝 大佐：1913年3月7日 - 1915年4月1日[83]
- 中島資朋 大佐：1915年5月20日 - 1916年12月1日
- 勝木源次郎 大佐：1916年12月1日 - 1917年12月1日
- 生野太郎八 大佐：1917年12月1日[84] - 1918年11月10日[85]
- 匝瑳胤次 大佐：1918年11月10日 - 1920年11月20日
- 小泉親治 大佐：1920年11月20日 - 1922年12月1日
- 広沢恒 大佐：1922年12月1日[86] - 1923年4月1日[87]
- 安部隆吉 大佐：1923年4月1日[87] -